# Louis Hachette
Louis Hachette (Rethel, 5 maggio 1800 – Le Plessis-Robinson, 31 luglio 1864) è stato un editore francese.
Nel 1826 ha fondato la casa editrice che ancora oggi porta il suo nome, la quale è il primo gruppo editoriale francese.

## Biografia

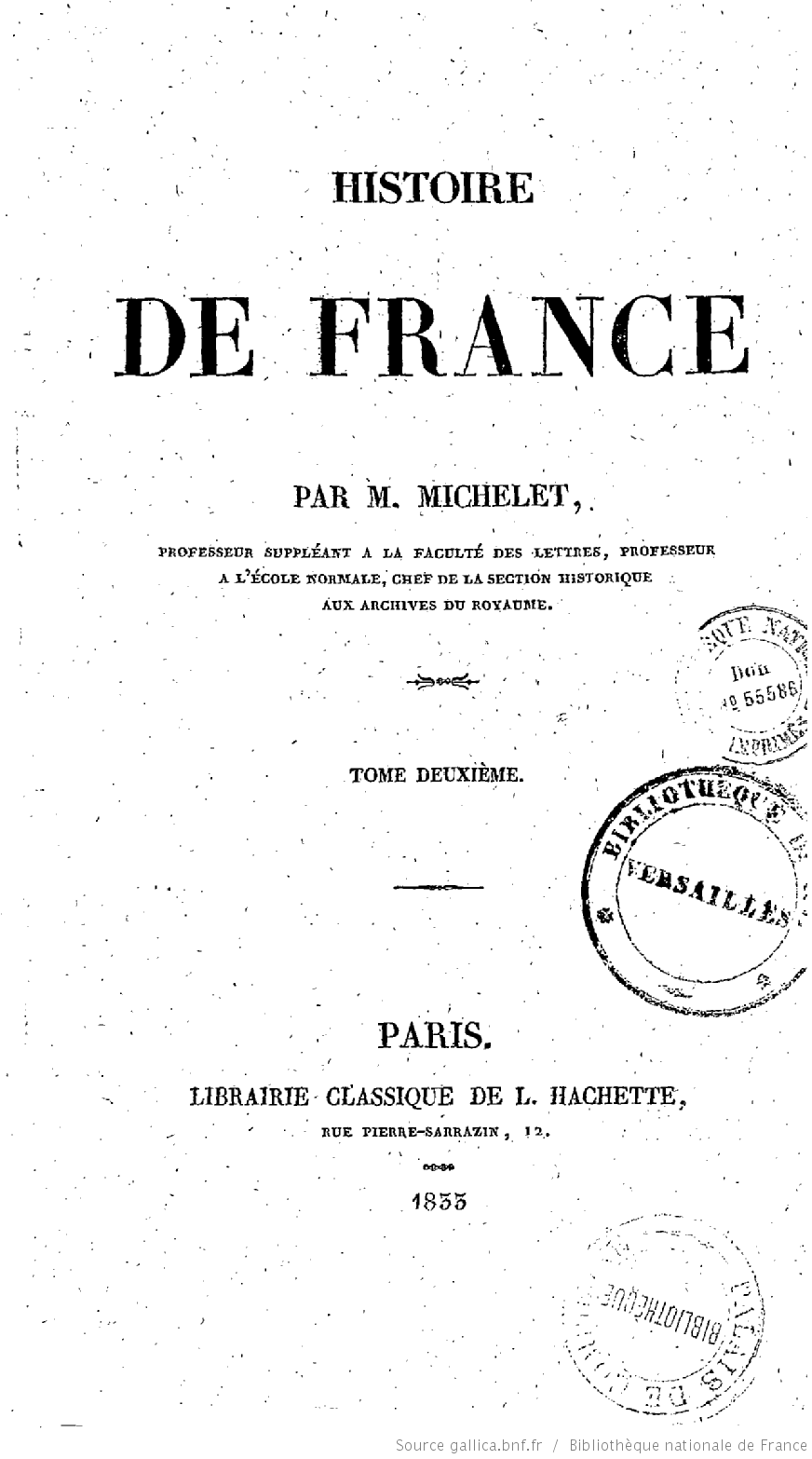
Louis Hachette pubblica Jules Michelet nel 1833.

Louis Hachette proviene da una famiglia di contadini, successivamente emigrata a Parigi. Suo padre è un farmacista militare o secondo altre fonti un ufficiale giudiziario. Sua madre ha lavorato come lavandaia al Liceo Louis-le-Grand, cosa che ha permesso a Louis di frequentare la scuola lì, dove si è confrontato con Louis Marie Quicherat e Émile Littré.
Nel 1819 entrò come secondo al Collegio Normale, predecessore della Scuola Normale superiore, dove prese lezioni da François Guizot. La sua promettente carriera di insegnante fu distrutta quando il governo di Joseph de Villèle decise di chiudere la struttura (1822).
Latinista e anglofono, Louis Hachette iniziò quindi a studiare legge, mentre si guadagnava da vivere come insegnante privato per i figli di un importante notaio parigino, Pierre Fourcault de Pavant. Grazie al suo contributo, nell'agosto 1826 acquisì il brevetto di bibliotecario-editore e fondò una libreria classica in via Pierre-Sarrazin 12 ( al posto dell'ex piccola libreria di Jean-François Brédif), denominata Libreria L. Hachette grazie alla quale la sua attività ebbe grandi sviluppi a partire dal 1832, quando ricevette delle commissioni da fare per il Ministero della Pubblica Istruzione. Nel 1836 ricevette dal ministero Guizot il tanto invidiato titolo di " bibliotecario universitario" . Nel 1840 si unì al notaio Henri Bréton, il cui figlio sposò la figlia della sua seconda moglie; i due svilupparono così una biblioteca scientifica e letteraria che si occupò di numerose e importanti pubblicazioni.
Fino al 1850, la casa editrice L. Hachette si dedicò esclusivamente all' editoria scolastica e universitaria. Fondò molti periodici, come la Revue de l'instruction publique e il Manuel général de l'instruction primaire; quest'ultimo lavoro è considerato il comunicato ufficiale amministrativo dell'insegnamento pubblico esteso dopo la legge del 1833.
Le sue abilità di marketing sono all'origine di numerose innovazioni che hanno poi assicurato il successo della sua casa editrice.
In seguito, propose ai librai di inviare loro una copia di tutte le sue pubblicazioni, con possibilità di reso in caso non venissero vendute durante il primo anno (in media dopo 6 mesi). Questo sistema ha avuto grande successo e si è poi sviluppato nell' " office"  che conosciamo oggi.

Egli ha principalmente avuto l'idea, il primo in Francia,  di allestire dei punti vendita nelle stazioni ferroviarie, creando così la rete delle biblioteche ferroviarie, " spacciando" delle opere letterarie o pratiche in un volume, così da renderlo conveniente per il viaggiatore, e dei periodici, prendendo spunto da un modello inglese di William Henry Smith. Nel 1853 incontrò Eugène de Ségur, il presidente della Compagnie des Chemins de fer de l'Est, che gli avrebbe concesso l'esclusività di questi punti vendita solo se avesse pubblicato le favole di sua moglie, la contessa di Ségur, cosa di cui Louis Hachette non ha avuto nulla da ridire. Questi punti vendita divennero in seguito i negozi Relay . Ma 
 Si impegna nella stampa con Le Tour du monde, Le Journal pour tous e La Semain des enfants(1857).
I suoi generi e soci, Louis Bréton (1817-1833) e l'avvocato Èmile Templier (1821- 1891), cogestiscono con lui la società per formare la Librairie L. Hachette et Cie, società collettiva fondata nel 1840, a cui poi tra il 1857 e il 1864 si aggiungono anche i suoi due figli, Alfred (1822-1872) e Jean-Georges (1838- 1892).
Queste cinque persone, di cui Louis Hachette è colui che controlla le relazioni con l'Università e con la politica, si circondano di direttori di raccolte, cosa nuova all'epoca. Così, Adolphe Joanne gestisce le guide turistiche (le future Guides bleus), Adolphe Régnier i "Grandi Scrittori di Francia" e Victor Duruy la serie Histoire de France.
Dal punto di vista letterario, Louis Hachette volle fare concorrenza a Michel Lévy frères, il leader francese indiscusso del settore letterario a quell'epoca: acquista i fondi di Eugène Renduel nel 1841, poi quelli di Victor Lecou nel 1855, integrazione della Bibliothèque des Chemins de fer, origine delle future Bibliothèque rose illustrée e delle Bibliothèque verte dedicati ai giovani. Dalla parte dei dizionari, Hachette si rincontra col suo amico Émile Littré, ma anche con Gustave Vapereau, per diffondere il suo Dictionnaire de la langue française.
Louis Hachette viene nominato nel 1860 cavaliere della Legion d'onore.
Alla sua morte, la casa editrice Hachette è la più grande casa editrice francese e europea e la sua sede a Parigi si estende su 10 000 m2 in boulevard Saint-Germain. La sua ricchezza viene valutata a più di due milioni di franchi-ori. Il 19 luglio 1854, aveva comprato alla famiglia Odier il castello di Le Plessis-Piquet dove morì 10 anni dopo il 31 luglio 1864. Possedeva anche l' hôtel particulier situato al civico 24 di boulevard Saint- Michel.

## Progenia di 1ª generazione
- 1 ° / Louis Hachette - Amélie Barbedienne (1803-1832), due figli Louise-Agathe (1829-1900) e Alfred-Louis (1832-1872) ;

- 2 ° / Louis Hachette - Pauline Catherine Royer, vedova Auzat (1804-1872) un bambino Jean-Georges (1838-1892) ;

Figli di Jean-Georges Hachette : Louis (1870-1941), Suzanne Élise (1872-1946), André (1873-1945) e Jean-Alfred (1876-1947).

## Pubblicazioni
- L'instruction populaire et le suffrage universel, 1861, anonimo e senza editore[5].
- Réponse à l'auteur de la brochure intitulée Les bibliothèques scolaires et M. Hachette, Paris, 1862, 16 p[6].